# Der Spiegel

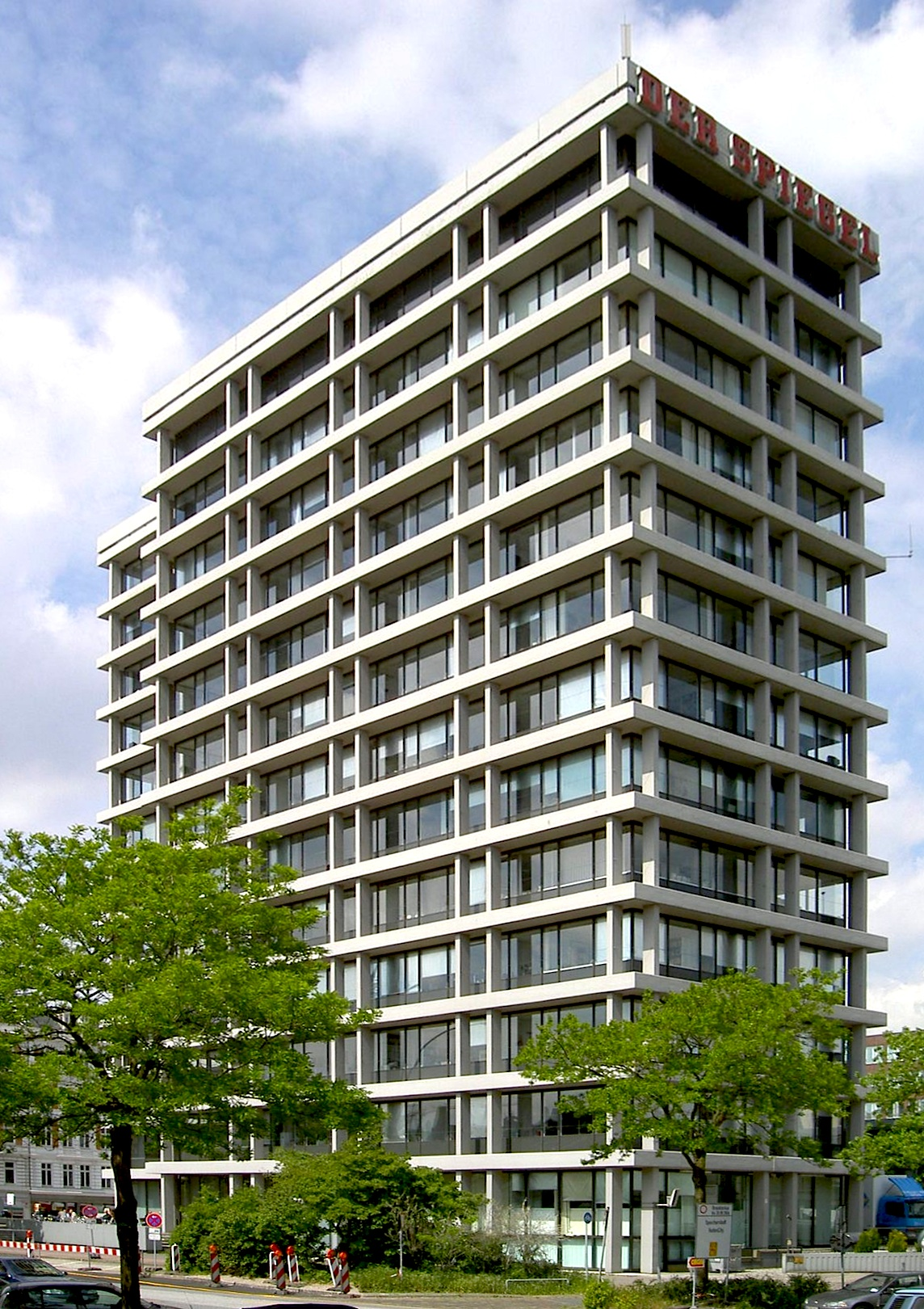
Vechiul sediu al revistei „Der Spiegel” în Hamburg

Der Spiegel (în traducere „Oglinda”) este o revistă săptămânală germană de știri, reportaje și comentarii politice, economice, culturale și eseuri înființată în 1947 la Hanovra de publicistul vest-german Rudolf Augstein . Augstein a condus revista până la sfârșitul vieții sale în anul 2002. 
La debut, Der Spiegel a avut un tiraj de 15.000 de exemplare, iar în 2010 tirajul a fost de aproape 1 milion de exemplare, fiind cea mai citită revistă din Germania și din Europa. Din 1952 sediul săptămânalului se află în orașul Hamburg. Revista apare lunea. Uneori se tipăresc două versiuni ale aceleiași ediții, care se deosebesc doar prin ilustrația de pe copertă.

## Afacerea Spiegel (1962)
Revista a avut un rol important în extinderea libertății presei. În 1962, o parte din redactori au fost acuzați de trădare națională și cercetați penal pentru publicarea unui articol de Conrad Ahlers, care critica stategia de apărare a Republicii Federale Germania împotriva unui potențial atac din partea țărilor Pactului de la Varșovia. Cercetarea penală, care pe parcurul desfășurării evenimentelor s-a dovedit a fi fost cunoscută și chiar instigată de ministrul apărării Franz Josef Strauß, s-a răsfrânt catastrofal asupra guvernului lui Konrad Adenauer. Miniștrii FDP din coaliția CDU/CSU și FDP și-au dat demisia pentru că ministrul liberal al justiției nu fusese informat despre chestiune, ceea ce a dus la înlocuirea lui Strauß și la a cincea și ultima reorganizare a guvernului Adenauer.